# Kråkmo (Trøndelag)
Koordinaten: 63° 39′ N, 10° 17′ O
Kråkmo, auch als Kraakmoen bekannt, ist ein kleines Dorf am Storvatnet-See in der Kommune Indre Fosen und liegt in der Fylke Trøndelag.
Der Ortsname stammt von der Bezeichnung des lokalen Bauernhofes Kraakmoen ab. Kråkmo bekam seine erste Schule um 1874 und ein neues Gebäude dazu wurde 1954 errichtet. Jedoch 1963 wurde die Schule in dem Ort wieder geschlossen. 1990 lebten 78 Menschen in Kråkmo. Das Dorf hat einen eigenen beleuchteten Ski- und Joggingpfad, die in Norwegen als Lysløype (Leuchtpfade) bezeichnet werden, und gehört zu einem großen Naherholungsgebiet der dortigen Region. Der norwegische Erfinder und Großunternehmer Bjørn Lyng wuchs in dem Ort auf.